# Département de Washington
Le département de Washington, est un département de l'armée de l'Union constitué le 9 avril 1861. Il se compose du district de Columbia à ses frontières d'origine, et de l'État du Maryland aussi loin que Bladensburg. Il est fusionné dans la division militaire du Potomac, le 25 juillet 1861. Plus tard, il est recréé le 2 février 1863 comme département de Washington et XXIIe corps consolidés. Il est de nouveau département de Washington en 1865 et ce commandement reste jusqu'en 1869, date de sa dissolution.

## Commandant du département de Washington (1861)
- Lieutenant-colonel Charles Ferguson Smith, 10 avril 1861 au 28 avril 1861.
- Colonel Joseph K. Mansfield, 28 avril 1861 à 15 mars 1862.

## Commandant le département de Washington et du XXIIe Corps
- Major général Samuel P. Heintzelman, 7 février 1863 au 14 octobre 1863.
- Major général Christopher C. Augur, 14 octobre 1863 au 27 juin 1865[1].
- John Parke, 6-27 juin 1865

## Commandant le département de Washington (1865-1869)
- ? Le 27 juin 1865 - ?

## Postes
- Carver Barracks, DC, 1861
- Camp Davis, DC, 1861
- Camp de Lacey, DC, 1861